# 孟衍竹
孟衍竹（1994年1月6日—），中國模特兒和部落客，人稱「金杯妹妹」。

## 生平
孟衍竹出生於黑龍江省齊齊哈爾市。在大學時期，她主修法語學系，並在畢業時擁有法語專業八級證書；其興趣是書法、唱歌、跳舞、彈鋼琴、足球和空手道。三圍分別是：臀圍85、胸圍101、腰圍62。
孟衍竹以模特兒和車模開始了她的職業生涯，並和重庆zero-人物工作室簽約成為旗下模特兒。本身擁有36G的傲人巨乳的她，因參加重慶車展和電視節目《芝麻開門》而聞名；由於其火辣巨乳的特徵而被稱作「金杯妹妹」。2015年10月15日，重庆秋季房交会在重庆国际会展中心举行，其中一家房地产开发商找来孟衍竹助阵，引起场面一度混乱。
2015年，电影《跨界》总投资200万，由谭飞执导，王志辉担任监制，杨松林担任制片人，孟衍竹担任主演。

## 作品列表

### 電影
| 年份 | 標題       | 角色 | 附註     |
| ---- | ---------- | ---- | -------- |
| 2017 | 坏女人联盟 |      | 網路電影 |

### 電視
| 年份 | 標題       | 角色   | 附註 |
| ---- | ---------- | ------ | ---- |
| 2014 | 非常赛道   | 她自己 | 來賓 |
| 2015 | 芝麻開門   | 她自己 | 來賓 |
| 2016 | 一站到底   | 她自己 | 來賓 |
| 2016 | 我是食神   | 她自己 | 來賓 |
| 2016 | 全民健身季 | 她自己 | 來賓 |

### 電子遊戲
| 年份 | 標題           | 角色   | 附註 |
| ---- | -------------- | ------ | ---- |
| 2017 | 我的世界只差妳 | 林依雯 |      |

## 外部連結
- 孟衍竹的新浪微博
- 孟衍竹在豆瓣上的资料（简体中文）